# Puʻu ʻŌʻō
Le Puʻu ʻŌʻō, aussi orthographié Puu Oo (prononcé /puʔu ʔoːʔoː/), est un cône volcanique des États-Unis situé à Hawaï, sur les flancs du Kīlauea et constituant une des bouches éruptives de ce volcan. Le Puʻu ʻŌʻō est né le 3 janvier 1983 au cours d'une éruption qui a duré plus de 35 ans. Les coulées de lave issues du cratère ont recouvert une importante superficie, recouvrant des routes, détruisant des bâtiments et se jetant dans l'océan Pacifique en agrandissant l'île d'Hawaï.

## Toponymie
Puʻu ʻŌʻō est un terme hawaïen dont la traduction en français peut être « colline de l'oiseau », Puʻu signifiant « colline » et ʻŌʻō « oiseau ». Cependant, ʻŌʻō signifie aussi « bâton fouisseur »,. Ce toponyme fait alors directement référence à la déesse polynésienne Pélé qui utilise son bâton magique appelé pāoa pour créer les cratères volcaniques.
À l'origine, ce cône volcanique est nommé Puʻu O par les volcanologues qui assignent les lettres de l'alphabet aux cônes (Puʻu) successifs formés pendant la première partie de l'éruption. Une autre explication est que le cône s'est formé exactement sur la lettre « o » de Flow of 1965 sur la carte du même nom, lettre alors reprise dans ce nouveau toponyme.

## Géographie

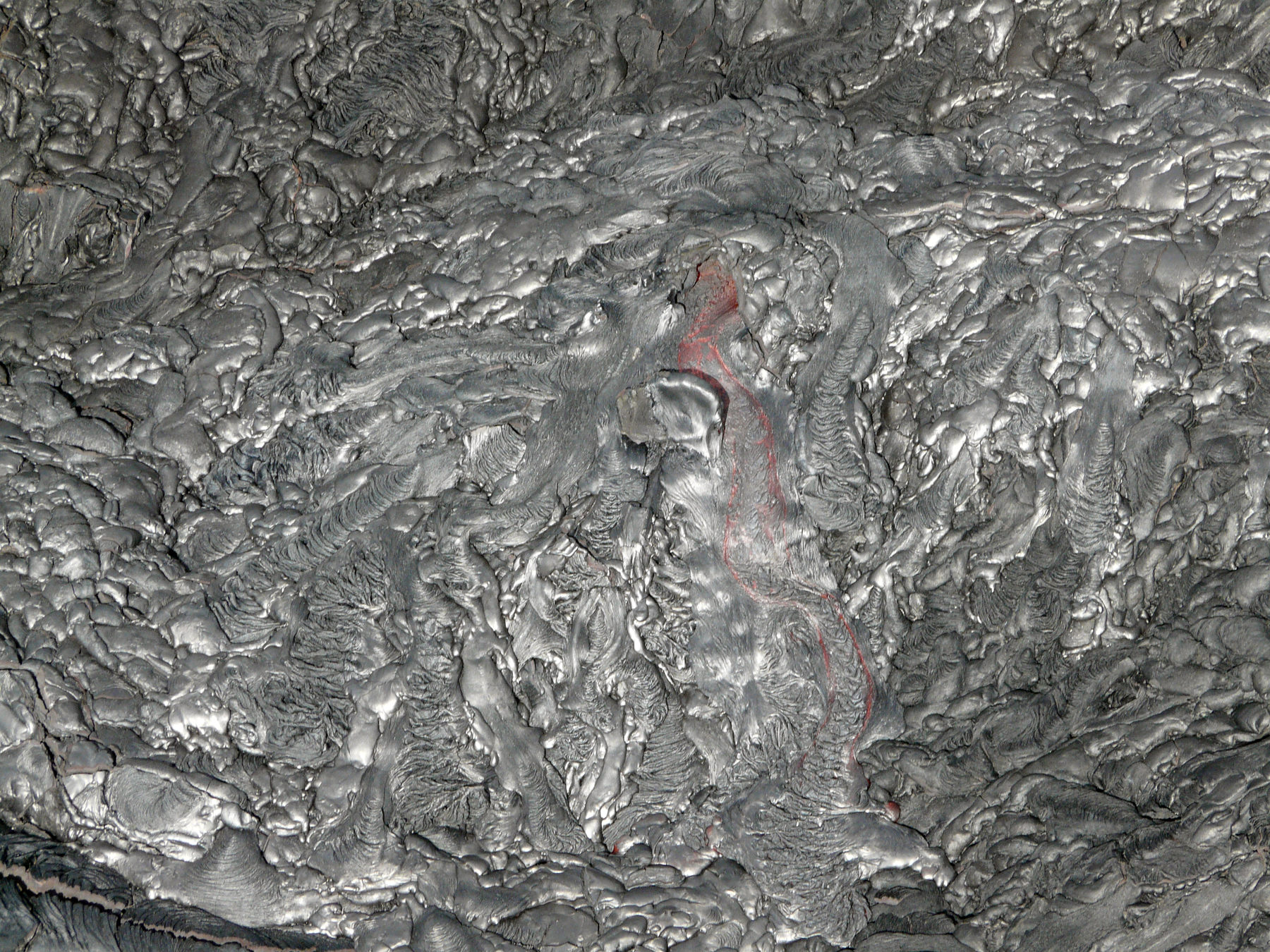
Vue aérienne verticale d'un épanchement de lave basaltique pāhoehoe depuis un émissaire du Puʻu ʻŌʻō.

Le Puʻu ʻŌʻō est situé aux États-Unis, dans le sud-est de l'île d'Hawaï dans l'archipel du même nom. Il s'élève sur les flancs du Kīlauea, à l'est de sa caldeira sommitale, dans le rift Est. Un cratère, le Nāpau, et des fissures, le Kamoamoa, se trouvent aux pieds du cône en direction du sud-sud-ouest. Administrativement, il se trouve dans le district de Puna du comté de Hawaï dans l'État du même nom. Il est inclus dans le parc national des volcans d'Hawaï.

## Histoire

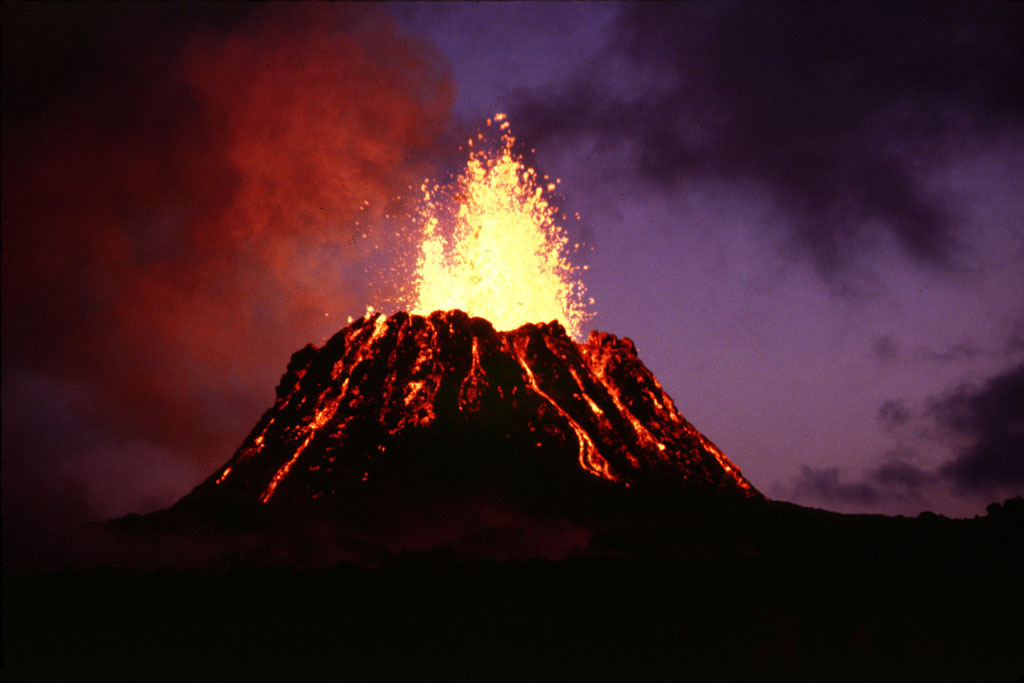
Vue nocturne du cratère du Puʻu ʻŌʻō en juin 1983.

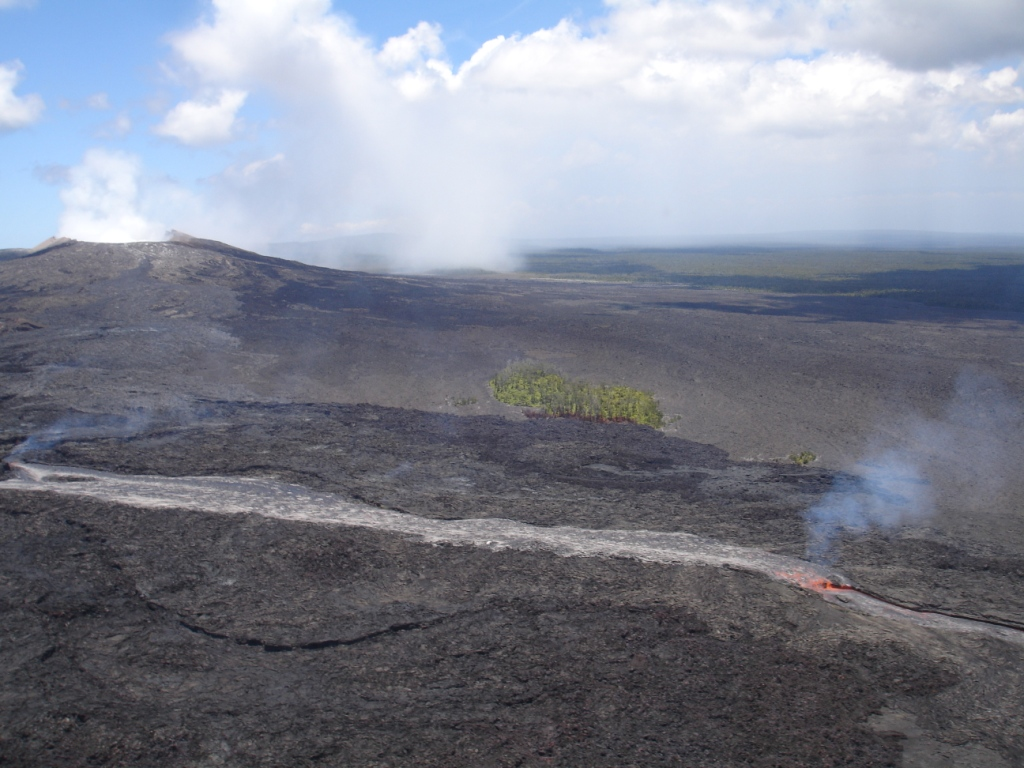
Coulée de lave après l'effondrement du plancher du cratère du Puʻu ʻŌʻō en 2007.

Au total, de 1983 à 2007, l'éruption a détruit 186 maisons, ainsi qu'une église, un magasin, le Wahaʻula Visitor Center et de nombreux sites archéologiques hawaïens, y compris le Wahaʻula heiau. La route qui longeait la côte et permettait d'accéder au parc national des volcans d'Hawaï par l'est est fermée depuis 1987, les coulées de lave en ayant recouvert 14 km, jusqu'à une profondeur de 35 mètres. L'éruption a par ailleurs fait gagner 201 hectares de terre à l'île d'Hawaï.
En juillet 2007, après une série de micro-séismes, l'activité du Puʻu ʻŌʻō s'est soudainement arrêtée et le plancher du cratère s'est effondré, avant de se remplir de lave à nouveau un mois et demi plus tard. La lave a commencé à couler à partir de fissures au nord-est et à s'étendre très lentement sous forme ʻAʻā sur les coulées en terrain plat de 1983-1986, avec peu d'incursions dans la forêt environnante.
Fin juillet 2008, de nouvelles coulées se sont étendues à partir des bouches est du Puʻu ʻŌʻō. Puis, en octobre, de multiples nouvelles fissures se sont ouvertes le long du tube, provoquant des coulées à travers les terrains jusque-là épargnés de Royal Gardens. Ces coulées ont recouvert une grande partie des Coastal Flats en novembre 2008.
En 2009, les coulées de lave atteignent la mer à nouveau, empruntant deux tunnels jusqu'à un point d'entrée accessible aux randonneurs.
Le crâtère du volcan s'est effondré le 30 avril 2018, mettant fin à l'éruption.

## Ascension
Du fait de son activité quasi permanente depuis sa formation, l'ascension du Puʻu ʻŌʻō est interdite. Il peut néanmoins être approché, notamment par l'ouest via le sentier de randonnée de Napau Crater Trail.